# 小口龍占麗魚
小口龍占麗魚（学名：Lethrinops microstoma）為輻鰭魚綱鱸形目隆頭魚亞目慈鯛科的其中一種，分布於非洲馬拉威湖流域，體長可達14.5公分，棲息在底層水域，以無脊椎動物為食，生活習性不明，可作為觀賞魚。
其种加词“microstoma”意为“小口的”。